# Ligier JS41
A Ligier JS41 egy Formula–1-es versenyautó, amellyel a Ligier csapat versenyzett az 1995-ös Formula–1 világbajnokságban. Pilótái Olivier Panis és Szuzuki Aguri voltak, valamint az utóbbit a szezon közben többször váltó Martin Brundle. A tesztpilóta Franck Lagorce volt.

## Áttekintés
Ettől az idénytől a Ligier csapat autóit a Mugen-Honda motorok hajtották, amelyet egy zavaros ügylet keretein belül kapott meg a csapat. Ugyanis a csapatba bevásárolta magát Flavio Briatore, csak azért, hogy megszerezze saját istállója, a Benetton részére a Renault-motorokat, majd meggyőzte a Mugen-Hondát, hogy a Minardi csapattal meglévő élő szerződése ellenére legyen a Ligier partnere. Emiatt Giancarlo Minardi pert indított. Ráadásul, ha ez nem lett volna elég, a JS41-es kísértetiesen emlékeztetett a Benetton B195 versenyautóra, ami miatt több csapat vizsgálatot kezdeményezett az FIA-nál, hiszen minden konstruktőrnek saját magának kellett megépíteni az autót. A vizsgálat során azonban semmi szabályelleneset nem tártak fel. 
A festés is megváltozott: a korábbi világoskéket sötétkékre cserélték, de maradt a Gitanes cigaretta a főszponzoruk. Ahol a dohányreklámok be voltak tiltva, ott levették az autókról a logókat.
Habár nehezen indult az idény, a Ligier versenyképes volt, képesek voltak a rendszeres pontszerzésre, és kétszer még dobogóra is állhattak - Panis úgy ért el Ausztráliában egy második helyet, hogy két kört kapott.
A szezon után a Bridgestone gumigyártó cég megvette az egyik autót, hogy azzal tesztelhessen az 1997-es debütálása előtt.

## Eredménylista
| Év   | Csapat                 | Motor              | Gumik | Pilóták        | 1   | 2   | 3   | 4   | 5   | 6   | 7   | 8   | 9   | 10  | 11  | 12  | 13  | 14  | 15  | 16  | 17  | Pontok | Helyezés |
| ---- | ---------------------- | ------------------ | ----- | -------------- | --- | --- | --- | --- | --- | --- | --- | --- | --- | --- | --- | --- | --- | --- | --- | --- | --- | ------ | -------- |
| 1995 | Ligier Gitanes Blondes | Mugen-Honda MF-301 | G     |                | BRA | ARG | SMR | ESP | MON | CAN | FRA | GBR | GER | HUN | BEL | ITA | POR | EUR | PAC | JPN | AUS | 24     | 5.       |
| 1995 | Ligier Gitanes Blondes | Mugen-Honda MF-301 | G     | Szuzuki Aguri  | 8   | KI  | 11  |     |     |     |     |     | 6   |     |     |     |     |     | KI  | NI  |     | 24     | 5.       |
| 1995 | Ligier Gitanes Blondes | Mugen-Honda MF-301 | G     | Martin Brundle |     |     |     | 9   | KI  | 10  | 4   | KI  |     | KI  | 3   | KI  | 8   | 7   |     |     | KI  | 24     | 5.       |
| 1995 | Ligier Gitanes Blondes | Mugen-Honda MF-301 | G     | Olivier Panis  | KI  | 7   | 9   | 6   | KI  | 4   | 8   | 4   | KI  | 6   | 9   | KI  | KI  | KI  | 8   | 5   | 2   | 24     | 5.       |

(félkövérrel jelölve a pole pozíció; dőlt betűvel a leggyorsabb kör)

## Forráshivatkozások
1. ↑  Ligier JS41 • STATS F1. www.statsf1.com. (Hozzáférés: 2025. január 16.)
2. ↑  A Ligier-sztori… (magyar nyelven). Napi F1 sztori, 2020. május 3. (Hozzáférés: 2025. január 16.)